# Mickaël Bethe-Selassié
Pour les articles homonymes, voir Selassié.
Mickaël Bethe-Selassié, né à Dire Dawa (Éthiopie) le 15 février 1951, et mort à Paris le 5 décembre 2020, est un artiste contemporain connu pour ses créations de personnages et d'animaux en papier mâché, hauts en couleur et de grand format.

## Biographie
Il quitte l'Éthiopie après avoir été diplômé du lycée en 1970, étudiant les sciences à l'université. Certaines de ses œuvres se trouvent dans la collection du  National Museum of African Art (Smithsonian), à Washington, DC.  
Arrivé en France à l'âge de vingt ans, il se tourne vers la sculpture à l'âge de 30 ans. 
Il est décédé de causes naturelles le 5 décembre 2020, âgé de 69 ans.

## Collections publiques
- Sculpture en papier mâché, ville de Vincennes, 2013
- Sculpture en papier mâché, Ambassade des États-Unis, Addis Abeba, Éthiopie, 2010.
- Sculpture en papier mâché, Fondation Zinsou, Cotonou, Benin, 2009. Sculpture en papier mâché, Groupe Accor, Paris, France, 2007.
- Sculpture en papier mâché, Tropenmuseum, Amsterdam, The Nederlands, 2006
- Sculpture en papier mâché, Afrika Museum (collection Felix Valk) Bergen en Dal, The Nederlands, 2006.
- Sculpture en papier mâché, ville de La Flèche, France, 2005
- Sculpture en papier mâché: National Museum of African Art (Smithsonian), Washington, U.S.A, 2003.
- Sculpture polychrome en bronze : Sculpture Garden, Suwon, Corée, 2002 Sculpture en granit: UN Memorial Park, Pusan, Corée, 2000
- Sculpture murale en papier mâché: Collection “Libertés 98”, ONU, Genève, 1999
- Sculpture en papier mâché: Forum Culturel, ville de Blanc Mesnil, France, 1999.
- Sculpture murale en papier mâché : Media-House- Medienzentrale Frankfurt/Main, Deutschland, 1998
- Sculpture en papier mâché: De Stadshof Museum, Zwolle, The Nederlands, 1996
- Sculpture en papier mâché: Musée Van Reekum, Apeldoorn, Nederlands, 1996
- Sculpture en papier mâché: Afrika Haus, Freiberg-AN, Deutschland, 1995
- Sculpture en papier mâché: Fonds municipal d'art contemporain de la Ville de Paris, 1988